# Higany-nitrid
A higany-nitrid azon vegyületek összefoglaló neve, melyekben higany kation és nitrido anion található. A biner higany-nitridek, pl. a sztöchiometrikus Hg3N2, kevéssé jellemzett, normál körülmények között a kondenzált fázisban valószínűleg instabil vegyületek. A higany egyik nitridjének összetétele [Hg2N](NO3). E vöröses szilárd anyag térhálós szerkezetű, melyben az NHg4 tetraédereket nitrát ligandumok kötik össze.

## Fordítás
Ez a szócikk részben vagy egészben  a   Mercury nitride című angol Wikipédia-szócikk ezen változatának fordításán alapul.  Az eredeti cikk szerkesztőit annak laptörténete sorolja fel. Ez a jelzés csupán a megfogalmazás eredetét és a szerzői jogokat jelzi, nem szolgál a cikkben szereplő információk forrásmegjelöléseként.